# Championnat des Bermudes de football 1999-2000
Navigation
Saison 1996-1997 Saison suivante
La saison 1999-2000 du Championnat des Bermudes de football est la trente-septième édition de la Premier Division, le championnat de première division aux Bermudes. Les dix formations de l'élite sont réunies au sein d'une poule unique où elles s'affrontent deux fois au cours de la saison. À l'issue du championnat, afin de permettre le passage du championnat de dix à huit formations, les trois derniers du classement sont relégués et remplacés par le champion de deuxième division.
C'est le club de PHC Zebras, promu de Second Division, qui remporte la compétition cette saison après avoir terminé en tête du classement final, avec deux points d'avance sur North Village Red Devils et sept sur Dandy Town Hornets. Il s’agit du huitième titre de champion des Bermudes de l'histoire du club.

## Les clubs participants
- Southampton Rangers
- Vasco Volcanoes FC
- Dandy Town Hornets
- PHC Zebras - Promu de Second Division
- North Village Red Devils
- Boulevard Blazers
- St David Islanders
- Devonshire Colts
- Somerset Cricket Club Trojans
- Wolves SC

## Compétition
Le barème de points servant à établir le classement se décompose ainsi :
- Victoire : 3 points
- Match nul : 1 point
- Défaite : 0 point

### Classement
| Rang | Équipe                        | Pts | J  | G  | N | P  | Bp | Bc | Diff |
| ---- | ----------------------------- | --- | -- | -- | - | -- | -- | -- | ---- |
| 1    | PHC ZebrasP                   | 39  | 18 | 12 | 3 | 3  | 35 | 19 | +16  |
| 2    | North Village Red DevilsC     | 37  | 18 | 12 | 1 | 5  | 39 | 19 | +20  |
| 3    | Dandy Town Hornets            | 32  | 18 | 10 | 2 | 6  | 39 | 28 | +11  |
| 4    | Devonshire Colts              | 29  | 18 | 9  | 2 | 7  | 33 | 29 | +4   |
| 5    | Wolves SC                     | 28  | 18 | 8  | 4 | 6  | 38 | 29 | +9   |
| 6    | Vasco Volcanoes FCT           | 26  | 18 | 8  | 2 | 8  | 42 | 35 | +7   |
| 7    | Somerset Cricket Club Trojans | 25  | 18 | 7  | 4 | 7  | 26 | 25 | +1   |
| 8    | Southampton Rangers           | 19  | 18 | 6  | 1 | 11 | 28 | 27 | +1   |
| 9    | Boulevard Blazers             | 19  | 18 | 5  | 4 | 9  | 15 | 36 | -21  |
| 10   | St David Islanders            | 4   | 18 | 1  | 1 | 16 | 14 | 62 | -48  |

|  | Champion des Bermudes 1999-2000                                                         |
|  | Relégation en Second Division                                                           |
|  | T : Tenant du titre C : Vainqueur de la Coupe des Bermudes P : Promu de Second Division |

## Bilan de la saison
| Championnat des Bermudes de football 1999-2000 |                          |
| Champion                                       | PHC Zebras (8e titre)    |
| Coupes et trophées                             |                          |
| Vainqueur de la Coupe des Bermudes 1999-2000   | North Village Red Devils |
| Qualifications continentales                   |                          |
| CFU Club Championship 2000                     | Aucun                    |
| Promotions et relégations                      |                          |
| Promus en Premier Division                     | Devonshire Cougars       |
| Relégués en Second Division                    | Southampton Rangers      |
| Relégués en Second Division                    | Boulevard Blazers        |
| Relégués en Second Division                    | St David Island          |